# Communauté de communes du Caudrésis
La Communauté de communes du Caudrésis  est une ancienne communauté de communes française, située dans le département du Nord et la région Nord-Pas-de-Calais, arrondissement de Cambrai.

## Composition
| Code INSEE | Commune                   | Maire                 | Population (Recensement 1999) | Superficie | Délégués |
| ---------- | ------------------------- | --------------------- | ----------------------------- | ---------- | -------- |
| 59037      | Avesnes-les-Aubert        | Maryse Basquin-Santer | 3 706 hab.                    | 901 ha     | nc       |
| 59059      | Beaumont-en-Cambrésis     | Fabrice Baccout       | 422 hab.                      | 331 ha     | nc       |
| 59063      | Beauvois-en-Cambrésis     | Gérard Devaux         | 1 994 hab.                    | 352 ha     | nc       |
| 59075      | Béthencourt               | Paul Souply           | 677 hab.                      | 515 ha     | nc       |
| 59081      | Bévillers                 | Robert Lemaire        | 565 hab.                      | 479 ha     | nc       |
| 59102      | Boussières-en-Cambrésis   | Jacques Davoine       | 434 hab.                      | 482 ha     | nc       |
| 59108      | Briastre                  | Bruno Leclercq        | 626 hab.                      | 692 ha     | nc       |
| 59118      | Busigny                   | Michel Cotteau        | 2 429 hab.                    | 1 647 ha   | nc       |
| 59132      | Carnières                 | Jean-Marie Tordoit    | 930 hab.                      | 813 ha     | nc       |
| 59138      | Cattenières               | Xavier Lemoine        | 674 hab.                      | 540 ha     | nc       |
| 59139      | Caudry                    | Guy Bricout           | 13 469 hab.                   | 1 294 ha   | nc       |
| 59213      | Estourmel                 | Danièle Richez        | 419 hab.                      | 545 ha     | nc       |
| 59287      | Haucourt-en-Cambrésis     | Jean-Michel Cantillon | 200 hab.                      | 357 ha     | nc       |
| 59321      | Inchy                     | Jean-Louis Caudrelier | 785 hab.                      | 390 ha     | nc       |
| 59349      | Ligny-en-Cambrésis        | Michèle Brulant       | 1 658 hab.                    | 879 ha     | nc       |
| 59382      | Maretz                    | Guy Raviteau          | 1 363 hab.                    | 1 128 ha   | nc       |
| 59394      | Maurois                   | Pascal Coquelle       | 378 hab.                      | 211 ha     | nc       |
| 59413      | Montigny-en-Cambrésis     | Francis Gouraud       | 600 hab.                      | 587 ha     | nc       |
| 59485      | Quiévy                    | Daniel Blairon        | 1 731 hab.                    | 686 ha     | nc       |
| 59528      | Saint-Aubert              | Jacques Parent        | 1 415 hab.                    | 812 ha     | nc       |
| 59533      | Saint-Hilaire-lez-Cambrai | Jean-Raymond Wattiez  | 1 632 hab.                    | 641 ha     | nc       |
| 59631      | Walincourt-Selvigny       | Gérard Marécaille     | 2 105 hab.                    | 1 507 ha   | nc       |
| Totaux     | 22 communes               | 22 communes           | 39 201 hab.                   | 13475 ha   | 120      |

## Compétences
- Éclairage public ;
- Collecte et traitement des déchets (Tri sélectif, déchèteries, encombrants) ;
- Action économique (Soutien aux entreprises, mise en place d'actions en faveur du petit commerce et de l'artisanat) ;
- Actions culturelles et sorties éducatives ;
- Environnement et cadre de vie ;
- Équipements sportifs ;
- Social (Aides à domicile, service aux personnes âgées, lutte contre l'habitat insalubre, accueil d'urgence... développement d'un service de prévention jeunesse).

## Historique
- À la suite de la dissolution en 2007 de la communauté de communes du Sud Cambrésis, les communes de Beaumont-en-Cambrésis et Inchy rejoignent  la communauté de communes.
- au 1er janvier 2010, la Communauté de communes du Caudrésis et la Communauté de communes du Pays de Matisse fusionnent pour créer la Communauté de communes du Caudrésis - Catésis[1]

## Présidents
| Période | Période          | Identité      | Étiquette | Qualité                        |
| ------- | ---------------- | ------------- | --------- | ------------------------------ |
|         | 31 décembre 2009 | Gérard Devaux | PS        | Maire de Beauvois-en-Cambrésis |